# USS Coronado (LCS-4)
El USS Coronado (LCS-4) es un buque de combate litoral de la clase Independence en servicio con la Armada de los Estados Unidos desde 2014. Es la segunda unidad de su clase.

## Construcción
Fue construido por Austal USA en Mobile, Alabama. Fue ordenado el 1 de mayo de 2009. Tuvo la puesta de quilla el 17 de diciembre de 2009, la botadura el 14 de enero de 2012; y entró en servicio el 5 de abril de 2014. Su apostadero es la base naval de San Diego, California.
En 2021 la Armada tuvo prevista su baja junto a otros buques de la clase Independence a fin de lograr ahorros en el presupuesto de 2022.

## Nombre
Su nombre USS Coronado es en honor a la ciudad de Coronado, estado de California. La nave AGF-11 también llevó este nombre.